# Mare aux Vacoas
Mare aux Vacoas est un lac de l'île Maurice, le plus vaste de la république de Maurice avec ses 2,6 km2. Il s'agit d'un lac de cratère situé dans les Plaines Wilhems, au sud de Curepipe, à 600 mètres d'altitude. Il doit son nom au vacoa, arbre endémique des Mascareignes.